# Phomopsis juniperivora
Phomopsis juniperivora är en svampart som beskrevs av G. Hahn 1920. Phomopsis juniperivora ingår i släktet Phomopsis och familjen Diaporthaceae.   Inga underarter finns listade i Catalogue of Life.

## Bildgalleri

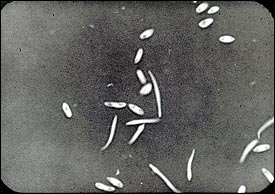
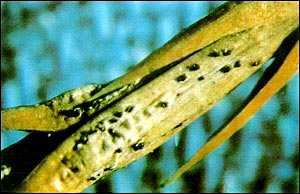
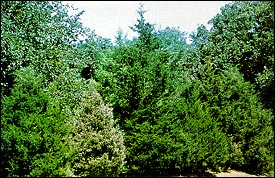
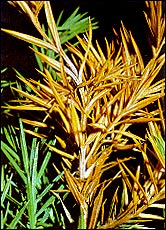